# 5e étape du Tour d'Italie 2015
Pour un article plus général, voir Tour d'Italie 2015.
La 5e étape du Tour d'Italie 2015 s'est déroulée le mercredi 13 mai 2015. Elle part de La Spezia et arrive à Abetone après 152 km. C'est la première arrivée en altitude de ce Giro. Le Slovène Jan Polanc, de l'équipe Lampre-Merida, s'y impose en solitaire. Alberto Contador (Tinkoff-Saxo) s'empare du maillot rose après avoir attaqué dans l'ascension finale.

## Parcours
Cette cinquième étape se déroule sous la forme d'une étape en ligne entre La Spezia et Abetone. Elle est classée moyenne montagne par les organisateurs, le parcours comprend deux côtes classées en troisième catégorie, Foce Carpinelli (km 57,6), et deuxième catégorie, Abetone (arrivée).

## Déroulement de la course
Cinq coureurs s'échappent après 16 kilomètres de course : Sylvain Chavanel (IAM Cycling), Silvan Dillier (BMC Racing Team), Axel Domont (Ag2r La Mondiale), Jan Polanc (Lampre-Merida) et Serghei Tvetcov (Androni-Sidermec). Le peloton les laisse prendre plus de dix minutes d'avance, puis revient à cinq minutes et demie lorsque le groupe de tête aborde l'ascension finale. À treize kilomètre de l'arrivée, Chavanel attaque le premier, ce qui élimine Tvetcov. Trois kilomètres plus loin, Jan Polanc attaque à son tour. Personne ne parvient à le suivre. Il s'impose seul à Abetone, avec une minute et demie d'avance. Il obtient à 23 ans sa première victoire chez les professionnels.
Au sein du peloton, le maillot rose Simon Clarke est distancé durant l'ascension, après des attaques des coureurs d'Astana Diego Rosa puis Mikel Landa, repris pas les équipiers d'Alberto Contador (Tinkoff-Saxo). Celui-ci attaque à environ cinq kilomètres de l'arrivée. Seuls Fabio Aru (Astana) et Richie Porte (Sky) parviennent à le suivre, formant le même trio que la veille. Chacun tente vainement de distancer les deux autres. Mikel Landa parvient à les rejoindre et prend la tête du groupe pour empêcher le retour de poursuivants. Revenant sur Sylvain Chavanel dans le final, Aru, Contador et Porte passent la ligne d'arrivée dans le même temps que celui-ci.
Simon Clarke terminant 42e à plus de quatre minutes, il perd le maillot rose au profit d'Alberto Contador. Celui-ci devance Fabio Aru de deux secondes, Richie Porte de 20 secondes. Parmi les favoris, Rigoberto Urán (Etixx-Quick Step) a perdu 28 secondes de plus sur le trio de tête. Il est douzième du classement général à 1 minute et 22 secondes,.
Grâce à sa victoire au sommet, Jan Polanc occupe la première place du classement de la montagne. Fabio Aru est désormais meilleur jeune.

## Résultats

### Classement de l'étape
| Classement de l'étape | Classement de l'étape | Classement de l'étape | Classement de l'étape | Classement de l'étape |
|                       | Coureur               | Pays                  | Équipe                | Temps                 |
| --------------------- | --------------------- | --------------------- | --------------------- | --------------------- |
| 1er                   | Jan Polanc            | Slovénie              | Lampre-Merida         | en 4 h 9 min 18 s     |
| 2e                    | Sylvain Chavanel      | France                | IAM                   | + 1 min 31 s          |
| 3e                    | Fabio Aru             | Italie                | Astana                | + 1 min 31 s          |
| 4e                    | Alberto Contador      | Espagne               | Tinkoff-Saxo          | + 1 min 31 s          |
| 5e                    | Richie Porte          | Australie             | Sky                   | + 1 min 31 s          |
| 6e                    | Mikel Landa           | Espagne               | Astana                | + 1 min 44 s          |
| 7e                    | Dario Cataldo         | Italie                | Astana                | + 1 min 53 s          |
| 8e                    | Yury Trofimov         | Russie                | Katusha               | + 1 min 53 s          |
| 9e                    | Damiano Caruso        | Italie                | BMC Racing            | + 1 min 53 s          |
| 10e                   | Darwin Atapuma        | Colombie              | BMC Racing            | + 1 min 53 s          |
| modifier              |                       |                       |                       |                       |

### Points attribués
|   | Cycliste         | Nat      | Équipe                      | Pts | Bonif |
| - | ---------------- | -------- | --------------------------- | --- | ----- |
| 1 | Serghei Tvetcov  | Roumanie | Androni Giocattoli-Sidermec | 10  | 3 s   |
| 2 | Jan Polanc       | Slovénie | Lampre-Merida               | 6   | 2 s   |
| 3 | Sylvain Chavanel | France   | IAM                         | 3   | 1 s   |
| 4 | Axel Domont      | France   | AG2R La Mondiale            | 2   |       |
| 5 | Silvan Dillier   | Suisse   | BMC Racing                  | 1   |       |

|   | Cycliste         | Nat      | Équipe                      | Pts | Bonif |
| - | ---------------- | -------- | --------------------------- | --- | ----- |
| 1 | Serghei Tvetcov  | Roumanie | Androni Giocattoli-Sidermec | 10  | 3 s   |
| 2 | Axel Domont      | France   | AG2R La Mondiale            | 6   | 2 s   |
| 3 | Jan Polanc       | Slovénie | Lampre-Merida               | 3   | 1 s   |
| 4 | Sylvain Chavanel | France   | IAM                         | 2   |       |
| 5 | Silvan Dillier   | Suisse   | BMC Racing                  | 1   |       |

| - Sprint final de Abetone (km 152) \| \| Cycliste \| Nat \| Équipe \| Points \| Bonif \| \| -- \| ---------------- \| --------- \| ------------- \| ------ \| ----- \| \| 1 \| Jan Polanc \| Slovénie \| Lampre-Merida \| 25 \| 10 s \| \| 2 \| Sylvain Chavanel \| France \| IAM \| 18 \| 6 s \| \| 3 \| Fabio Aru \| Italie \| Astana \| 12 \| 4 s \| \| 4 \| Alberto Contador \| Espagne \| Tinkoff-Saxo \| 8 \| \| \| 5 \| Richie Porte \| Australie \| Sky \| 6 \| \| \| 6 \| Mikel Landa \| Espagne \| Astana \| 5 \| \| \| 7 \| Dario Cataldo \| Italie \| Astana \| 4 \| \| \| 8 \| Yury Trofimov \| Russie \| Katusha \| 3 \| \| \| 9 \| Damiano Caruso \| Italie \| BMC Racing \| 2 \| \| \| 10 \| Darwin Atapuma \| Colombie \| BMC Racing \| 1 \| \| |                  |           |               |        |       |
| | Cycliste         | Nat       | Équipe        | Points | Bonif |
| 1 | Jan Polanc       | Slovénie  | Lampre-Merida | 25     | 10 s  |
| 2 | Sylvain Chavanel | France    | IAM           | 18     | 6 s   |
| 3 | Fabio Aru        | Italie    | Astana        | 12     | 4 s   |
| 4 | Alberto Contador | Espagne   | Tinkoff-Saxo  | 8      |       |
| 5 | Richie Porte     | Australie | Sky           | 6      |       |
| 6 | Mikel Landa      | Espagne   | Astana        | 5      |       |
| 7 | Dario Cataldo    | Italie    | Astana        | 4      |       |
| 8 | Yury Trofimov    | Russie    | Katusha       | 3      |       |
| 9 | Damiano Caruso   | Italie    | BMC Racing    | 2      |       |
| 10 | Darwin Atapuma   | Colombie  | BMC Racing    | 1      |       |

### Cols et côtes
|   | Cycliste         | Pays     | Équipe                      | Points |
| - | ---------------- | -------- | --------------------------- | ------ |
| 1 | Axel Domont      | France   | AG2R La Mondiale            | 7      |
| 2 | Silvan Dillier   | Suisse   | BMC Racing                  | 4      |
| 3 | Sylvain Chavanel | France   | IAM                         | 2      |
| 4 | Serghei Tvetcov  | Roumanie | Androni Giocattoli-Sidermec | 1      |

|   | Cycliste         | Pays      | Équipe        | Points |
| - | ---------------- | --------- | ------------- | ------ |
| 1 | Jan Polanc       | Slovénie  | Lampre-Merida | 15     |
| 2 | Sylvain Chavanel | France    | IAM           | 8      |
| 3 | Fabio Aru        | Italie    | Astana        | 6      |
| 4 | Alberto Contador | Espagne   | Tinkoff-Saxo  | 4      |
| 5 | Richie Porte     | Australie | Sky           | 2      |
| 6 | Mikel Landa      | Espagne   | Astana        | 1      |

### Classement au temps par équipes
| Classement par équipes au temps | Classement par équipes au temps | Classement par équipes au temps | Classement par équipes au temps |
|                                 | Équipe                          | Pays                            | Temps                           |
| ------------------------------- | ------------------------------- | ------------------------------- | ------------------------------- |
| 1re                             | Astana                          | Kazakhstan                      | en 12 h 33 min 2 s              |
| 2e                              | BMC Racing                      | États-Unis                      | + 31 s                          |
| 3e                              | Tinkoff-Saxo                    | Russie                          | + 31 s                          |
| modifier                        |                                 |                                 |                                 |

### Classement aux points par équipes
| Classement par équipes aux points | Classement par équipes aux points | Classement par équipes aux points | Classement par équipes aux points | Classement par équipes aux points |
|                                   | Équipes                           | Pays                              |                                   | Point(s)                          |
| --------------------------------- | --------------------------------- | --------------------------------- | --------------------------------- | --------------------------------- |
| 1re                               | Lampre-Merida                     | Italie                            |                                   | 58                                |
| 2e                                | Astana                            | Kazakhstan                        |                                   | 47                                |
| 3e                                | IAM                               | Suisse                            |                                   | 40                                |
| modifier                          |                                   |                                   |                                   |                                   |

## Classements à l'issue de l'étape

### Classement général
| Classement final général | Classement final général | Classement final général | Classement final général | Classement final général |
|                          | Coureur                  | Pays                     | Équipe                   | Temps                    |
| ------------------------ | ------------------------ | ------------------------ | ------------------------ | ------------------------ |
| 1er                      | Alberto Contador         | Espagne                  | Tinkoff-Saxo             | en 16 h 5 min 54 s       |
| 2e                       | Fabio Aru                | Italie                   | Astana                   | + 2 s                    |
| 3e                       | Richie Porte             | Australie                | Sky                      | + 20 s                   |
| 4e                       | Roman Kreuziger          | Tchéquie                 | Tinkoff-Saxo             | + 22 s                   |
| 5e                       | Dario Cataldo            | Italie                   | Astana                   | + 23 s                   |
| 6e                       | Esteban Chaves           | Colombie                 | Orica-GreenEDGE          | + 37 s                   |
| 7e                       | Giovanni Visconti        | Italie                   | Movistar                 | + 56 s                   |
| 8e                       | Mikel Landa              | Espagne                  | Astana                   | + 1 min 1 s              |
| 9e                       | Davide Formolo           | Italie                   | Cannondale-Garmin        | + 1 min 15 s             |
| 10e                      | Andrey Amador            | Costa Rica               | Movistar                 | + 1 min 18 s             |
| modifier                 |                          |                          |                          |                          |

### Classement par points
| Classement par points | Classement par points | Classement par points | Classement par points       | Classement par points |
| --------------------- | --------------------- | --------------------- | --------------------------- | --------------------- |
|                       | Coureur               | Pays                  | Équipe                      | Point(s)              |
| 1er                   | Elia Viviani          | Italie                | Sky                         | 53 points             |
| 2e                    | Marco Frapporti       | Italie                | Androni Giocattoli-Sidermec | 40 pts                |
| 3e                    | Moreno Hofland        | Pays-Bas              | Lotto NL-Jumbo              | 35 pts                |
| 4e                    | Jan Polanc            | Slovénie              | Lampre-Merida               | 34 pts                |
| 5e                    | Davide Formolo        | Italie                | Cannondale-Garmin           | 26 pts                |
| modifier              |                       |                       |                             |                       |

### Classement du meilleur grimpeur
| Classement du meilleur grimpeur | Classement du meilleur grimpeur | Classement du meilleur grimpeur | Classement du meilleur grimpeur | Classement du meilleur grimpeur |
| ------------------------------- | ------------------------------- | ------------------------------- | ------------------------------- | ------------------------------- |
|                                 | Coureur                         | Pays                            | Équipe                          | Point(s)                        |
| 1er                             | Jan Polanc                      | Slovénie                        | Lampre-Merida                   | 15 points                       |
| 2e                              | Pavel Kochetkov                 | Russie                          | Katusha                         | 15 pts                          |
| 3e                              | Davide Formolo                  | Italie                          | Cannondale-Garmin               | 14 pts                          |
| 4e                              | Edoardo Zardini                 | Italie                          | Bardiani CSF                    | 14 pts                          |
| 5e                              | Diego Ulissi                    | Italie                          | Lampre-Merida                   | 12 pts                          |
| modifier                        |                                 |                                 |                                 |                                 |

### Classement du meilleur jeune
| Classement du meilleur jeune | Classement du meilleur jeune | Classement du meilleur jeune | Classement du meilleur jeune | Classement du meilleur jeune |
|                              | Coureur                      | Pays                         | Équipe                       | Temps                        |
| ---------------------------- | ---------------------------- | ---------------------------- | ---------------------------- | ---------------------------- |
| 1er                          | Fabio Aru                    | Italie                       | Astana                       | en 16 h 5 min 56 s           |
| 2e                           | Esteban Chaves               | Colombie                     | Orica-GreenEDGE              | + 35 s                       |
| 3e                           | Davide Formolo               | Italie                       | Cannondale-Garmin            | + 1 min 13 s                 |
| 4e                           | Francesco Manuel Bongiorno   | Italie                       | Bardiani CSF                 | + 15 min 43 s                |
| 5e                           | Jan Polanc                   | Slovénie                     | Lampre-Merida                | + 17 min 16 s                |
| modifier                     |                              |                              |                              |                              |

### Classements par équipes

#### Classement au temps
| Classement par équipes au temps | Classement par équipes au temps | Classement par équipes au temps | Classement par équipes au temps |
|                                 | Équipe                          | Pays                            | Temps                           |
| ------------------------------- | ------------------------------- | ------------------------------- | ------------------------------- |
| 1re                             | Astana                          | Kazakhstan                      | en 47 h 39 min 59 s             |
| 2e                              | BMC Racing                      | États-Unis                      | + 43 s                          |
| 3e                              | Sky                             | Royaume-Uni                     | + 2 min 23 s                    |
| modifier                        |                                 |                                 |                                 |

#### Classement aux points
| Classement par équipes aux points | Classement par équipes aux points | Classement par équipes aux points | Classement par équipes aux points | Classement par équipes aux points |
|                                   | Équipes                           | Pays                              |                                   | Point(s)                          |
| --------------------------------- | --------------------------------- | --------------------------------- | --------------------------------- | --------------------------------- |
| 1re                               | Orica-GreenEDGE                   | Australie                         |                                   | 169                               |
| 2e                                | Astana                            | Kazakhstan                        |                                   | 127                               |
| 3e                                | BMC Racing                        | États-Unis                        |                                   | 100                               |
| modifier                          |                                   |                                   |                                   |                                   |

## Abandons
- 14 -  Tiziano Dall'Antonia (Androni Giocattoli-Sidermec) : hors délai